# CAND1
CAND1‏ (Cullin associated and neddylation dissociated 1) هوَ بروتين يُشَفر بواسطة جين CAND1 في الإنسان.